# Madsen 20 mm
Il Madsen M/38 o Madsen 20 mm è un cannone automatico a fuoco rapido prodotto dall'azienda danese Dansk Industri Syndikat A/S (DISA, già Compagnie Madsen A/S), inizialmente in calibro 20 mm. L'arma, dimostratasi molto versatile, è stata utilizzata dalle forze armate danesi e da quelle di molti altri paesi in tutto il mondo.
Veniva prodotta dalla DISA a Herlev, un sobborgo di Copenaghen, ed era disponibile con quattro diversi tipi di affusto, che ne permettevano l'uso quale arma anticarro, contraerea, combinazione dei due o per uso navale o su fortificazioni, il primo dei quali era pieghevole e smontabile per facilitarne il trasporto.
Venne introdotta anche una variante potenziata, ricalibrata a 23 mm, nota come Madsen 23 mm.
Dato il peso non eccessivo, venne proposto anche quale cannone per impiego aeronautico su diversi velivoli, trovando, però, impiego limitato.

## Utilizzatori
Molte nazioni nel tempo hanno utilizzato questo cannone, sia per acquisto che per preda bellica:
- Argentina
- Belgio
- Brasile
- Bulgaria
- Colombia
- Cecoslovacchia
- Danimarca
- Estonia
- Finlandia
- Francia
- Germania
- Iran
- Irlanda
- Italia
- Norvegia
- Paraguay
- Paesi Bassi
- Polonia
- Portogallo
- Spagna
- Svezia
- Taiwan
- Ungheria